# Konstantynówek (Konstantynów Łódzki)
Konstantynówek – dawniej samodzielna wieś, od 1924 część miasta Konstantynowa Łódzkiego w województwie łódzkim, w powiecie pabianickim. Leży nad Nerem, na zachód od centrum Konstantynowa, w rejonie ulicy Lutomierskiej.

## Historia
Dawniej samodzielna miejscowość, rozwinęła się jako przedmieście Konstantynowa. Od 1867 w gminie Rszew; pod koniec XIX wieku liczył 507 mieszkańców.
W okresie międzywojennym należał do powiatu łódzkiego w woj. łódzkim. 1 stycznia 1924 z gminy Rszew wyłączono osadę Konstantynów oraz wieś Konstantynówek i utworzono z nich miasto Konstantynów.